# Goterkrigen (377-382)
 For alternative betydninger, se Goterkrigen. (Se også artikler, som begynder med Goterkrigen)
Goterkrigen 377–382 var en række gotiske slag og plyndringer i det østlige Romerrige især på Balkan sent i det 4. århundrede. Krigen og særligt slaget ved Adrianopel regnes traditionelt som et afgørende vendepunkt i Romerrigets historie, da det var kulminationen på den første af de barbariske invasioner, der siden blev kendt som Folkevandringstiden, og som i høj grad kom til at præge den periode, der førte til Romerrigets fald.

## Baggrund
I sommeren og efteråret år 376 ankom store mængder fordrevne gotere og andre stammer til Romerrigets Donau–grænse og bad om asyl fra hunnerne. Goternes leder Fritigern appellerede til den romerske kejser Valens om at hans folk kunne få lov til at slå sig på den sydlige bred af Donau, da han håbede at de kunne finde tilflugt fra hunnerne, som ikke var i stand til at krydse den brede flod med fuld styrke. Valens tillod det og hjalp goterne over floden, antagelig ved fæstningen Durostorum.
Valens lovede goterne status som foederati, hvilket indebar dyrkbar jord, kornrationer og beskyttelse fra de romerske hær. Den vigtigste grund til at acceptere at goterne slog sig ned i romersk territorium, var muligheden for forøgede rekrutteringsmuligheder til hæren og at få et nyt skattegrundlag, der kunne øge kejserens indtægter. Udvælgelsen af hvilke goter, der fik krydse at Donau, var utilgivelig. De svage, gamle og syge blev efterladt på den nordlige bred til en uvis skæbne. De, som krydsede floden, fik deres våben konfiskeret, men romerne tog mod bestikkelse for at lade goterne beholde våben.

## Udbruddet
Det område goterne, fik lov til at bosætte sig i, kunne ikke rumme så mange mennesker og førte til hungersnød blandt goterne, og Rom kunne ikke levere den mad og jord, de havde lovet. Goterne blev opsamlet i et midlertidigt område og omgivet af en romersk garnison. Der var kun nok korn til den romerske garnison, og derfor lod de goterne sulte. Romerne foreslog goterne, at de kunne give deres børn og unge kvinder bort som slaver i bytte for hundekød. Og da Fritigern appellerede til Valens om hjælp, fik han at vide at hans folk kunne finde mad og handle på markedene i byen Marcianopel. Uden alternativ drog en stor gruppe gotere mod syd i en dødsmarch.
Da de omsider nåede Marcianopel, blev portene lukket og goterne blev nægtet adgang til byen. Romerne forsøgte tilmed at myrde de gotiske ledere under en banket. Herefter fulgte åbent oprør. Størstedelen af gotere tilbragte resten af året 376 og begyndelsen af 377 ved Donau med at plyndre for mad. De romerske garnisoner var ude af stand til at forsvare de isolerede forter, så store områder var åbne for gotiske plyndringer.

## Krigen
Sent om vinteren 377 begyndte krigen for alvor, og den skulle vare i seks år før der blev sluttet fred i 382. De tilbageværende goter rykkede fra Donau mod syd til Marcianopel og dukkede senere op nær Adrianopel. Den romerske respons var at sende en styrke under Valens egen kommando for at besejre goterne. I 378 rykkede Valens nordover fra Konstantinopel men blev besejret og dræbt i slaget ved Adrianopel (i dag Edirne i det vestlige Tyrkiet). Sejren gav goterne mulighed til frit at hærge og plyndre, mens de bevægede sig gennem Thrakien i resten af 378. I 379 mødte goterne kun let romersk modstand og rykkede ind i Dacia mod nordvest og plyndrede også denne provins.
I 380 delte goterne sig i de tervingi og greuthungi stammer delvis på grund af vanskelighederne med at forsyne et så stort antal mennesker. Greuthungi drog nordover ind i Pannonien, hvor de blev besejret af den vestlige kejser Gratian. Tervingi under Fritigern gik syd og østover til Makedonien hvor de opkrævede «beskyttelsespenge» fra landsbyer og byer for ikke at plyndre dem. I 381 drev de vestromerske styrker goterne tilbage til Thrakien hvor de i 382 indgik en fred 3. oktober.

## Konsekvenser
Inden krigen sluttede, havde goterne nået at dræbe en romersk kejser, ødelagt en romersk armé og lagt store områder af det romerske Balkan øde. Store dele af dette område kom sig ikke igen. Romerriget havde for første gang i sin historie indgået en fredsaftale med en autonom barbarstamme inden for rigets grænser, en situation der en generation tidligere have været utænkelig.
Erfaringerne gik ikke tabt for andre stammer og for goterne selv, som ikke ville forblive fredelige længe. Inden der var gået hundrede år, kollapsede det vestlige rige, bl.a. under presset af fortsatte invasioner, og de territorier blev derefter delt op i en række barbariske kongedømmer. En økonomisk og demografisk krise regnes i dag som hovedårsagen til rigets kollaps, som de invaderende nabostammer forstod at udnytte.